# Павел Яникопулос
Павел (на гръцки: Παύλος, Павлос) е гръцки духовник, митрополит на Вселенската патриаршия.

## Биография
Роден е с името Спиридон Яникопулос (на гръцки: Σπυρίδων Γιαννικόπουλος) в Лалас. Учи в църковното училище „Света Анастасия“ и в Богословския факултет на Солунския университет, който завършва в 1953 г. Ръкоположен е за свещеник от владиката Дионисий Воденски в 1951 и за презвител в 1954 година. Служи като военен свещеник. През 1968 г. е избран за берски и негушки митрополит, ипертим и екзарх на Тесалия.
Ръкоположен е на 24 ноември 1968 година. Ръкополагането е извършено в църквата „Свети Димитър“ в Солун от митрополит Константин Димотишки и Орестиадски в съслужение с митрополитите Дионисий Драмски, Калиник Воденски, Леонид Солунски и наместника на Берската митрополия митрополит Харитон Поленински и Кукушки.
През август 1993 г. служи за последен път в „Света Богородица Сумела“. Няколко дни по-късно заминава за операция в Америка, където умира. Погребан е в Лутроския манастир „Света Неделя“.